# Freek Michel
Freek Michel (* 14. Januar 1987 in Haarlem) ist ein niederländischer Volleyballspieler.

## Karriere
Michel stammt aus einer Volleyball-Familie; seine Mutter und seine Geschwister waren bereits in dieser Sportart aktiv. Der ehemalige Juniorennationalspieler spielte 2004/05 bei Landstede Zwolle, ehe er zu HVA Amsterdam wechselte. 2010 kam der Diagonalangreifer zu Rivium Rotterdam und wurde dort in seiner ersten Saison gleich niederländischer Meister. Anschließend wurde er vom deutschen Bundesligisten TV Rottenburg verpflichtet. Er musste allerdings wegen eines Bandscheibenvorfalls auf sein Debüt in Deutschland warten. 2012 wechselte er zurück in seine niederländische Heimat zu Dynamo Apeldoorn.